# Upplands runinskrifter Fv1990;32B

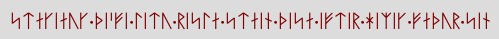
runslingan på U Fv1990;32B

Upplands runinskrifter Fv1990;32B står vid Ärnevi/Gunsta på nordvästra sidan av en stenkulle som skiljer åkermarken i norr från Länsväg 282, som löper söder om kullen. Det finns ingen tavla eller skyltning vid runstenen, men runorna är mycket tydliga.
Runsten är av grå granit. Höjd 2,00 m. Runornas höjd är 6-8 cm. Ristningen är målad med grön färg. Runstenen står i NV kanten av gravfältet och är rest 10 m om den gamla landsvägen och 11 m om åkerhörn år 1961.

## Inskriften

### Inskriften i runor[2]
ᛋᛏᛅᚴᛁᛅᚢᚴ᛫ᚦᛁᛌᚠᛁ᛫ᛚᛁᛏᚢ᛫ᚱᛁᛋᛚᛅ᛫ᛋᛏᛅᛁᚾ᛫ᚦᛁᛋᛅ
ᛁᚠᛏᛁᚱ᛫ᚼᛁᛘᛁᚴ᛫ᚠᛅᚦᚢᚱ᛫ᛋᛁᚾ
Translitterering av runraden:
staki auk · þi-fi · litu · rist- · stain · þi-a · i-tir · himik + faþur × sin ·
Normalisering till runsvenska:
Staki(?) ok Þi[al]fi letu rist[a] stæin þe[nn]a æ[f]tiʀ Hæming, faður sinn.
Översättning till nusvenska:
Stake  och  Tjälve  läto  rista  denna  sten   efter   Häming,  sin  fader.
Stake är ett unikt namn, men välkänt och väl spritt i nordiska länder under senare medeltiden som binamn. Tjälve finns t.ex. på U 56, U 192 och Häming är belagt på U 101, U 431, U Fv1993;233.

## Historia
I den Samnordiska runtextdatabasen är runstenen listad med signum U Fv1990;32B.
Riksantikvarieämbetet bokför stenen med signum Funbo 195:1. Stenen flyttades 1961 till sin nuvarande plats i närheten av ett gravfält.